# فهرست شهرستان‌های نیومکزیکو
فهرست شهرستان‌های نیومکزیکو (به انگلیسی: List of counties in New Mexico)
| شهرستان                      | مرکز شهرستان                 | تأسیس | جمعیت   | مساحت          | نقشه |
| ---------------------------- | ---------------------------- | ----- | ------- | -------------- | ---- |
| شهرستان برنالیو، نیومکزیکو   | البوکرکی                     | ۱۸۵۲  | ۶۷۰٬۹۶۸ | ۱٬۱۶۶ مایل‌مربع |      |
| شهرستان کترون، نیومکزیکو     | ریزرو، نیومکزیکو             | ۱۹۲۱  | ۳٬۷۳۳   | ۶٬۹۲۸ مایل‌مربع |      |
| شهرستان چاوز، نیومکزیکو      | رازول، نیومکزیکو             | ۱۸۸۹  | ۶۵٬۸۹۰  | ۶٬۰۷۱ مایل‌مربع |      |
| شهرستان سیبولا، نیومکزیکو    | گرنتس، نیومکزیکو             | ۱۹۸۱  | ۲۷٬۶۵۸  | ۴٬۵۴۰ مایل‌مربع |      |
| شهرستان کالفکس، نیومکزیکو    | ریتون، نیومکزیکو             | ۱۸۶۹  | ۱۳٬۶۴۰  | ۳٬۷۵۷ مایل‌مربع |      |
| شهرستان کری، نیومکزیکو       | کلوویس، نیومکزیکو            | ۱۹۰۹  | ۴۹٬۶۴۹  | ۱٬۴۰۶ مایل‌مربع |      |
| شهرستان دونیا آنا، نیومکزیکو | لاس کروسس، نیومکزیکو         | ۱۸۵۲  | ۲۱۳٬۵۹۸ | ۳٬۸۰۷ مایل‌مربع |      |
| شهرستان ادی، نیومکزیکو       | کارلزبد، نیومکزیکو           | ۱۸۸۷  | ۵۴٬۱۵۲  | ۴٬۱۸۲ مایل‌مربع |      |
| شهرستان گرنت، نیومکزیکو      | سیلور سیتی، نیومکزیکو        | ۱۸۶۸  | ۲۹٬۳۸۰  | ۳٬۹۶۶ مایل‌مربع |      |
| شهرستان گوادالوپ، نیومکزیکو  | سانتا روزا، نیومکزیکو        | ۱۸۹۱  | ۴٬۶۱۹   | ۳٬۰۳۱ مایل‌مربع |      |
| شهرستان هاردینگ، نیومکزیکو   | ماسکرو، نیومکزیکو            | ۱۹۲۱  | ۷۴۰     | ۲٬۱۲۶ مایل‌مربع |      |
| شهرستان هیدالگو، نیومکزیکو   | لوردسبورگ، نیومکزیکو         | ۱۹۲۰  | ۴٬۸۶۱   | ۳٬۴۴۶ مایل‌مربع |      |
| شهرستان لی، نیومکزیکو        | لاوینگتون، نیومکزیکو         | ۱۹۱۷  | ۶۵٬۴۲۳  | ۴٬۳۹۳ مایل‌مربع |      |
| شهرستان لینکلن، نیومکزیکو    | کریزوزو، نیومکزیکو           | ۱۸۶۹  | ۲۰٬۴۵۴  | ۴٬۸۳۱ مایل‌مربع |      |
| شهرستان لاس‌آلموس، نیومکزیکو  | لاس‌آلموس، نیومکزیکو          | ۱۹۴۹  | ۱۸٬۲۲۲  | ۱۰۹ مایل‌مربع   |      |
| شهرستان لونا، نیومکزیکو      | دمینگ، نیومکزیکو             | ۱۹۰۱  | ۲۵٬۲۸۱  | ۲٬۹۶۵ مایل‌مربع |      |
| شهرستان مک‌کینلی، نیومکزیکو   | گلوپ، نیومکزیکو              | ۱۸۹۹  | ۷۳٬۶۶۴  | ۵٬۴۴۹ مایل‌مربع |      |
| شهرستان مورا، نیومکزیکو      | مورا، نیومکزیکو              | ۱۸۵۹  | ۴٬۷۷۳   | ۱٬۹۳۱ مایل‌مربع |      |
| شهرستان آترو، نیومکزیکو      | الماگوردو، نیومکزیکو         | ۱۸۹۹  | ۶۵٬۷۰۳  | ۶٬۶۲۷ مایل‌مربع |      |
| شهرستان کی، نیومکزیکو        | توکومکاری، نیومکزیکو         | ۱۹۰۳  | ۹٬۰۲۶   | ۲٬۸۵۵ مایل‌مربع |      |
| شهرستان ریو آریبا، نیومکزیکو | تیررا آمارییا، نیومکزیکو     | ۱۸۵۲  | ۴۰٬۴۴۶  | ۵٬۸۵۸ مایل‌مربع |      |
| شهرستان روزولت، نیومکزیکو    | پورتالس، نیومکزیکو           | ۱۹۰۳  | ۲۰٬۴۴۶  | ۲٬۴۴۹ مایل‌مربع |      |
| شهرستان سندووال، نیومکزیکو   | برنالیلو، نیومکزیکو          | ۱۹۰۳  | ۱۳۴٬۲۵۹ | ۳٬۷۱۰ مایل‌مربع |      |
| شهرستان سن خوآن، نیومکزیکو   | ازتک، نیومکزیکو              | ۱۸۸۷  | ۱۲۸٬۲۰۰ | ۵٬۵۱۴ مایل‌مربع |      |
| شهرستان سن میگل، نیومکزیکو   | لاس وگاس، نیومکزیکو          | ۱۸۵۲  | ۲۹٬۳۰۱  | ۴٬۷۱۷ مایل‌مربع |      |
| شهرستان سنتافه، نیومکزیکو    | سنتافه، نیومکزیکو            | ۱۸۵۲  | ۱۴۵٬۶۴۸ | ۱٬۹۰۹ مایل‌مربع |      |
| شهرستان سیرا، نیومکزیکو      | تروت اور کانسکونس، نیومکزیکو | ۱۸۸۴  | ۱۱٬۹۴۳  | ۴٬۱۸۰ مایل‌مربع |      |
| شهرستان ساکورو، نیومکزیکو    | سوکورو، نیومکزیکو            | ۱۸۵۲  | ۱۷٬۸۷۳  | ۶٬۶۴۷ مایل‌مربع |      |
| شهرستان تائوس، نیومکزیکو     | تائوس، نیومکزیکو             | ۱۸۵۲  | ۳۲٬۹۱۷  | ۲٬۲۰۳ مایل‌مربع |      |
| شهرستان تورنس، نیومکزیکو     | استانسیا، نیومکزیکو          | ۱۹۰۳  | ۱۶٬۳۴۵  | ۳٬۳۴۵ مایل‌مربع |      |
| شهرستان یونیون، نیومکزیکو    | کلیتن، نیومکزیکو             | ۱۸۹۳  | ۴٬۴۳۳   | ۳٬۸۳۰ مایل‌مربع |      |
| شهرستان ولنسیا، نیومکزیکو    | لوس لونا، نیومکزیکو          | ۱۸۵۲  | ۷۷٬۰۷۰  | ۱٬۰۶۸ مایل‌مربع |      |